# Station Sadurki
Station Sadurki is een spoorwegstation in de Poolse plaats Sadurki.